# Ribeira de São João
Ribeira de São João est une freguesia portugaise située dans le District de Santarém.
Avec une superficie de 7,76 km2 et une population de 582 habitants (2001), la paroisse possède une densité de 75,0 hab/km2.